# Iris tenuis
Iris tenuis är en irisväxtart som beskrevs av Sereno Watson. Iris tenuis ingår i släktet irisar, och familjen irisväxter. Inga underarter finns listade i Catalogue of Life.